# Havardia albicans
Havardia albicans är en ärtväxtart som först beskrevs av Carl Sigismund Kunth, och fick sitt nu gällande namn av Nathaniel Lord Britton och Joseph Nelson Rose. Havardia albicans ingår i släktet Havardia och familjen ärtväxter. Inga underarter finns listade i Catalogue of Life.